# قسم زيلايي الريفي (مقاطعة بوير احمد)
قسم زیلایی الريفي (بالفارسية: دهستان زیلایی) هي منطقة ريفية تقع في إيران في ناحية مارغون. يقدر عدد سكانها بـ 11,041 نسمة .